# Mercury-Redstone 4
Mercury-Redstone 4 (MR-4) s kabinou pojmenovanou Liberty Bell 7 byla druhá pilotovaná kosmická loď USA z programu Mercury od agentury NASA. Je katalogizována v COSPAR jako 1961-SO2. Jednalo se o let balistický.

## Posádka
- Virgil Grissom (1)

V závorkách je uvedený dosavadní počet letů do vesmíru včetně této mise.

### Záložní posádka
- John Glenn

## Parametry mise
- Hmotnost: 1286 kg
- Maximální výška: 190,39 km
- Dolet: 486,15 km
- Nosná raketa: Redstone

## Průběh letu

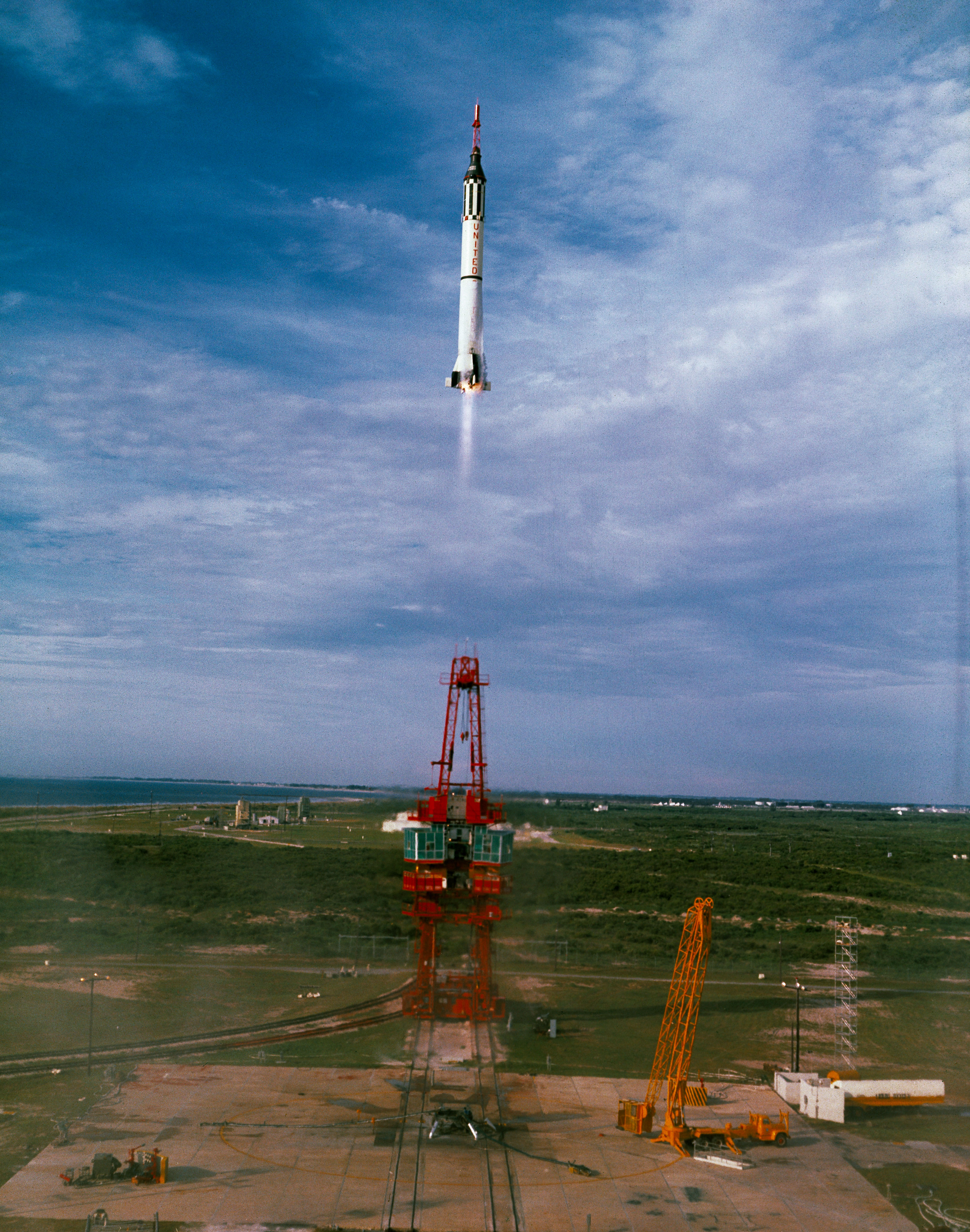
Start Mercury-Redstone 4

Kosmická loď Mercury s kabinou a volacím znakem Liberty Bell 7 odstartovala díky nosné raketě Redstone ze startovací rampy LC-5 na vojenské základně Cape Canaveral 21. července 1961. Na její palubě byl 35letý Američan kapitán Virgil „Gus“ Ivan Grissom.
Let to byl pouze balistický, suborbitální, trvající necelých 16 minut. I proto nebývá let uváděn v seznamu kosmických letů Země. Loď dosáhla výšky 188,8 km nad Zemí, po odpojení nosné rakety a převzetí ručního řízení stabilizace kabiny tato po 488 km dlouhém letu přistála na padáku v Atlantském oceánu asi 490 km od místa startu na Floridě.
Pak však technickou závadou (odstřelil se vstupní průlez kabiny) došlo k zatopení kabiny a kosmonaut musel plavat do doby, než byl vrtulníkem vyloven na letadlovou loď USS Randolph. Kabina klesla do hloubky přes 4000 metrů, odkud se ji podařilo vylovit až 20. července 1999.